# Chiesa di Santa Maria Annunziata (Sovizzo)
La chiesa di Santa Maria Annunziata è la parrocchiale di Sovizzo Colle, frazione di Sovizzo, in provincia e diocesi di Vicenza; fa parte del vicariato di Montecchio Maggiore.

## Storia
La prima citazione di una chiesa a Sovizzo Colle risale al 1186; tale chiesa fu probabilmente distrutta da Ezzelino III da Romano nel 1240 e sostituita da una nuova dedicata all'Assunta, situata a Sovizzo Basso.
Nel XIV secolo a Sovizzo Colle venne edificata una nuova chiesa, nella quale fu trasferita la parrocchialità.
La chiesa venne ricostruita tra i secoli XVI e XVII.
Tra il 1676 e il 1680 si ingrandì il coro, nel 1743 venne impartita la consacrazione e intorno al 1750 la navata fu allungata e la facciata riedificata.
Nel 1785 venne aggiunta la navata laterale destra, nel 1889 la sinistra. Nel 1893 fu demolito il vecchio campanile e quello attuale venne eretto nel 1903 e restaurato nel 2003; nel 2004 anche la facciata subì un intervento di ristrutturazione.

## Descrizione

### Esterno
La facciata, a salienti, presenta nella parte centrale quattro semicolonne di ordine ionico sorreggenti il timpano e nelle ali laterali dei semitimpani.
Vicino alla chiesa, ma staccato da essa, sorge il campanile, caratterizzato da copertura merlata.

### Interno
L'interno della chiesa è a tre navate; opere di pregio conservate all'interno sono la statua della Madonna dei Battuti, scolpita nel XVI secolo e restaurata nel 1998, l'altare maggiore, costruito dai fratelli Merlo e ai lati del quale sono poste due statue ritraenti la Beata Vergine Maria e Vincenza Pasini, l'altare laterale di San Giuseppe, realizzato nel 1702 in marmo di Verona, il crocifisso, risalente al 1688, l'altare di Sant'Antonio, un tempo dedicato alle sante di nome Caterina e costruito nel 1704, il tabernacolo del 1720 e l'altare del Sacro Cuore, del 1706.